# أرنالدو إسبينولا
أرنالدو إسبينولا (بالإسبانية: Arnaldo Espínola) هو مدرب كرة قدم ولاعب كرة قدم باراغواياني في مركز الدفاع، ولد في 5 مارس 1975 في لوكي في باراغواي. شارك مع منتخب باراغواي لكرة القدم. أما مع النوادي، فقد لعب مع تاليريس كوردوبا وسبورتيفو لوكوينو وسيرو بورتينيو ونادي أونيفرسيداد دي تشيلي ونادي إنترناسيونال ونادي غواراني ونادي غواراني ونادي كروزيرو ونادي ليبرتاد وناسيونال أسونسيون وهواتشيباتو.

## وصلات خارجية
- أرنالدو إسبينولا على موقع قاعدة بيانات كرة القدم.إي يو (الإنجليزية)
- أرنالدو إسبينولا على موقع ناشيونال فوتبول تيمز (الإنجليزية)
- أرنالدو إسبينولا على موقع عالم كرة القدم.نت (الإنجليزية)